# 권태술
권태술(權泰述, 일본식 이름: 야스히가시 마사유(安東正祐), 1903년 ~ ?년)은 일제강점기의 관료이며, 대한민국 건국 초기의 공무원이다.

## 생애
한성부 출신이다. 일본에 유학하여 도쿄에서 주오 대학교 법학과를 나온 그는 주오 대학교 법학과 학사 학위 후 관리가 되어 경성지방법원 서기로 일하는 등 사법 분야에 재직했다.
이후 만주국으로 건너가 만주국 수도 신징에서 신징지방경찰청 서기관 직과 만주국 사법부 대신관방 사무관을 지내는 등 사법관청에서 다년간 근무했다. 일본 제국이 태평양 전쟁에서 패해 만주국이 사라진 뒤 서울로 돌아왔다.
권태술은 미군정 하에서 관리로 발탁되었다. 일본인들이 두고 간 재산을 처리하는 서울재산관리국 감찰서장을 거쳐 서울재산관리처장에 올라 재임하였다. 1948년 9월 이후 서울 중구 구청장을 맡고 있던 중 한국 전쟁이 발발하여 서울 종로구 명륜동 자택에서 실종되었다. 조선민주주의인민공화국으로 끌려간 것으로 여겨진다.
한국 전쟁 초기에 서울이 조선인민군 점령 하에 있을 때 실종된 민간인 10명과 공직자 5명의 가족이 2006년에 대한민국 정부를 상대로 최초로 손해배상 소송을 냈다. 권태술 가족도 이 가운데 포함되었다. 권태술 가족을 포함한 실종자 가족들은 실종자에 대한 국가유공자 지정과 배상급 지급을 요구했다.
2008년 민족문제연구소가 발표한 친일인명사전 수록예정자 명단 가운데 해외 부문에 선정되었다.

## 참고자료
- 권태술(權泰述) - 국사편찬위원회